# Guillaume Marescot
Pour les articles homonymes, voir Marescot.
Guillaume Marescot ou Mareschot est né le 15 décembre 1567 et mort dans la nuit du 8 au  9 août 1643, à Provins.
Avocat à dix-huit ans, il est l'un des rares avocats demeurés fidèles au parlement de Paris. Emprisonné par les ligueurs, réfugié à Tours, il revient à Paris avec les magistrats. Il est honoré par  Henri IV et Louis XIII de plusieurs missions diplomatiques, et meurt conseiller d'État en 1643, avec la réputation d'un homme de bien et d'un homme habile.

## Biographie

### Famille
Guillaume Marescot est le fils de Michel Marescot (1539–1605), premier médecin du roi Henri IV en 1595.

### La faveur de Marie de Médicis
Après ses humanités, Guillaume va à Bourges, où il étudie le droit sous le célèbre Jacques Cujas. Guillaume Marescot prend le degré de docteur en droit. Il est avocat au parlement de Paris en 1586 alors qu'il n'a pas dix-huit ans[réf. incomplète]. 
Les Marescot sont d'origine italienne, ce qui leur vaut la faveur de Marie de Médicis. Il est son avocat. Mais dès 1585, il est suspect à la Ligue, et emprisonné par elle en 1589 au Chatelet. Selon Louis Moréri, il est membre du parti royaliste, c'est-à-dire catholique, mais partisan du futur roi Henri IV.[réf. nécessaire]
Il reste plusieurs mois en prison, mais un ami de son père obtient du duc de Mayenne sa libération. Guillaume est contraint à l’exil et va devoir rester cinq ans à Heidelberg. Il est employé par l’université de cette ville et correspond et rencontre les hommes plus savants de son temps, écrira Louis Moréri.[réf. nécessaire]
Marescot revient en France et va à Tours, où s’est réfugié le parlement de Paris. Il y plaide. Marescot est l'un des rares avocats demeurés fidèles au parlement de Paris. Il revient dans la capitale avec les magistrats et est honoré par Henri IV de plusieurs missions diplomatiques. Louis XIII lui confiera lui-aussi des ambassades.[réf. nécessaire]

### Le cumul des fonctions importantes
Guillaume est Maître des requêtes de la reine-mère Marie de Médicis en 1602, et son avocat général en 1608. Il est envoyé par elle en Italie pour diverses missions. Guillaume Marescot est conseiller de la ville de Paris (1611-1628). Il est conseiller du Charles Ier de Mantoue duc de Nevers, puis chef de son Conseil (1611-1626) et maître des requêtes de 1611 à 1631. Il est aussi intendant des finances du duché d'Alençon en 1612.[réf. nécessaire]
À cette époque le cardinal Galéas de Marescotti, de la branche italienne, demande à Guillaume de Marescot, châtelain de Thoiry, de prendre les armes de sa famille. Certainement pour le remercier de services rendus par Marescot quand il était à Rome pour le roi, ou par reconnaissance d'une réelle parenté ? Ou pour ces deux raisons ? Le roi change les armes des Marescot en celles des Marescotti. Le cardinal lui fait cadeau d’un portrait qui se trouve aussi dans le château Mescotti, la demeure ancestrale des princes Marescotti-Ruspoli en Italie.[réf. nécessaire]

### Conseiller d'État (1613)
Guillaume Marescot est nommé conseiller d'État (1613) et intendant de justice dans l'armée de Champagne en 1615. Puis Intendant en Champagne (1615, 1619 et 1621).[réf. nécessaire] Le 16 juillet 1620, Guillaume Marescot, maître des requêtes, est intendant de la justice au gouvernement de Champagne, mais aussi et de Brie[réf. incomplète].
En 1618, Marescot est également le secrétaire et conseiller de la régente Marie de Médicis.[réf. nécessaire]

### Intendant de justice à Metz (1619)
Guillaume Marescot, conseiller du roi, exerce pendant les années 1615 et 1616 les fonctions d'intendant de justice et de police dans les armées du roi en Champagne, sous le duc de Nevers. Il est établi comme intendant de justice, en 1619, dans la ville de Metz et le pays messin.  M. Ghalmel, dans son Histoire de la Touraine, notera que cette province est administrée sans interruption, à partir de 1618, par des intendants de justice et de police.
Il est conseiller au conseil des finances (1624), mais aussi ambassadeur.

### Intendant en Normandie (1627)
Guillaume Marescot est Intendant des finances en Normandie (1627).
Toutes les professions devant payer des taxes, en 1628, c'est le tour des tanneurs. Mais, au premier bruit qu'ils en ont les tanneurs, corroyeurs, cordonniers, s'agitent. Marescot est assiégé dans son hôtel par la populace de Rouen qui veut le jeter à l’eau[réf. incomplète]. Il réussit à s'enfuir, et peut gagner le palais, mais là aussi, il est agressé. Des présidents des conseillers et des huissiers du parlement de Normandie étant accourus à son secours, le font entrer dans la grand chambre, dont ils ferment les portes sur lui. Comme il est sain et sauf, les mutins, indignés quand ils voient qu’il n’est pas possible de le massacrer, se ruent sur son carrosse, en déchirent les rideaux et parements, et le jette dans la Seine. 
Les parlementaires essaient tout ce qui est en leur pouvoir pour le protéger. Au premier bruit de cette émeute, ils ont envoyé leurs huissiers au logis de Marescot, qui venait de s'enfuir. Ils l'arrachent à la multitude attroupée dans la cour du palais ; et enfin ce magistrat peut trouver refuge dans l'hôtel du premier président, où le conduisent tous les présidents, lui faisant un rempart de leur corps ; en sorte qu'il leur est permis de s’en féliciter. 
Qu’en résulte-t-il ? Une accusation de connivence dirigée contre le Parlement de Normandie et d'inutiles procédures de cette cour contre les mutins, qui bénéficient de protection dans la bourgeoisie locale.
Après cette mission dangereuse, il est envoyé dans les Cévennes pour veiller à la destruction des fortifications (1629). Marescot, commissaire de Sa Majesté active la démolition des remparts du Vigan, de Ganges et d’Aulas. Aucun vestige de la muraille du Vigan ne reste debout dès le 15 août 1629.
Guillaume Marescot est conseiller d'État à nouveau en 1639.

### Le château de Thoiry

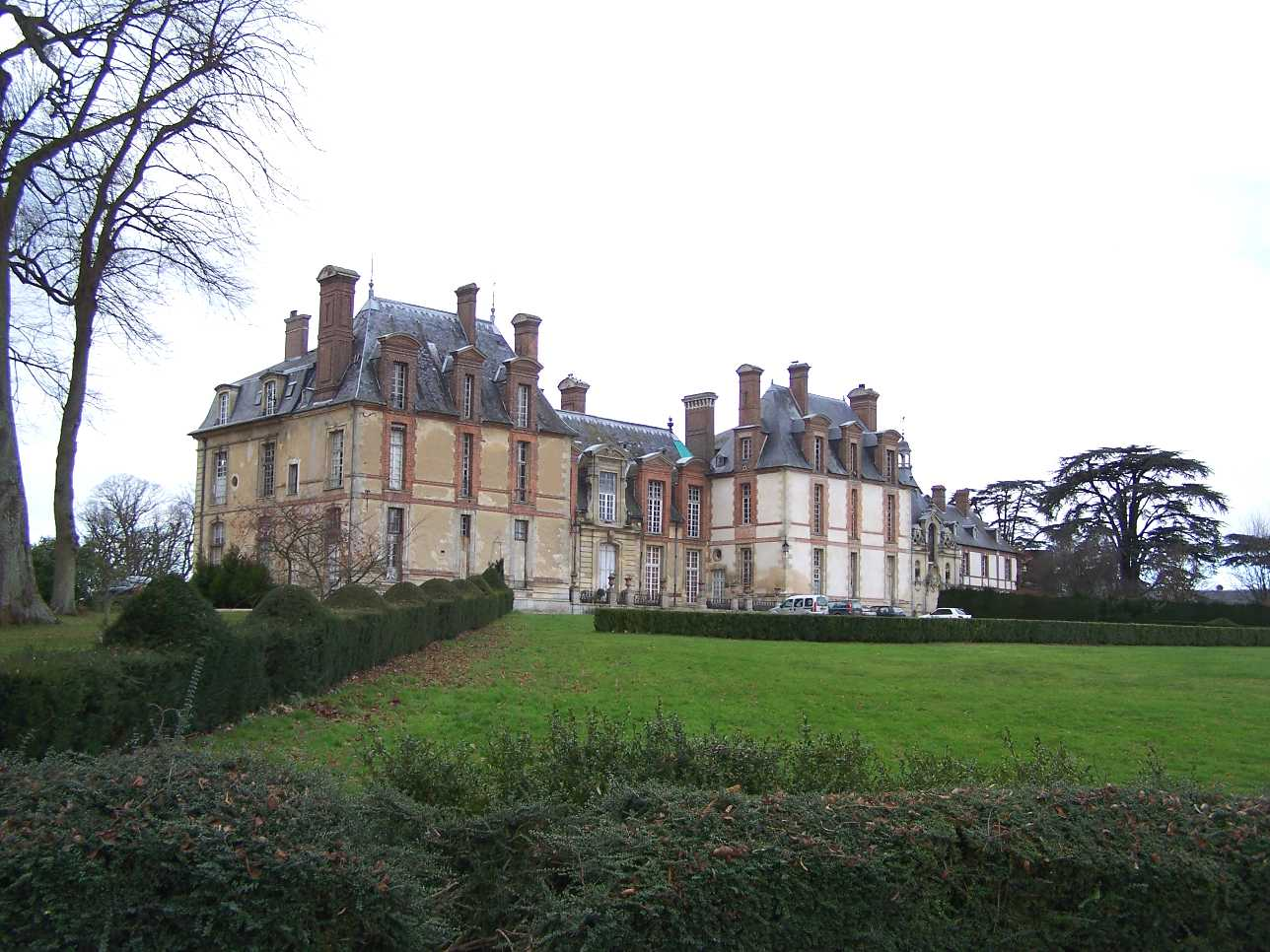
Château de Thoiry

Guillaume Marescot achète deux maisons à Paris, au cloître Saint-Médéric (1605), et rue du Renard (1607 et 1609). 
Il achète la seigneurie du Mesnil-Durant en Normandie à Nicolas de Harlay sieur de Sancy, époux de la fille de Raoul Moreau (Marie), en 1611, puis le fief de La Nollart (1616). Il achète la seigneurie de Marcq à Raoul Moreau (1618) et des offices de contrôleur des titres de Normandie (1621, 1623). Il acquiert le fief d'Andelu des enfants de Nicolas Moreau, et cède en échange Les Perrons et Neauphle (1622).[réf. nécessaire]
Raoul Moreau lui vend les fiefs de Fleuray et de Petitmont, et lui cède tous ses droits paternels (1623). Le roi lui donne les biens confisqués sur Raoul Moreau en 1623, qui a commis un meurtre à la grille du château de Thoiry et s'est enfui en Italie. Selon d’autres sources c’est Raoul Moreau qui vend le château de Thoiry et ses terres à son avocat Guillaume de Marescot, intendant du roi. En 1628, il achète 1/3 de Thoiry-Tronchay aux deux filles de Nicolas Moreau. Selon une étude publiée dans le n°17 de Mémoires et documents de la revue de la Société archéologique de Rambouillet, il achète le château de Thoiry en 1609, mais Raoul Moreau fils ne tue Anne le Blanc du Raulet que le 1er mai 1612. Toutefois dès sa fuite, il lui fait gérer ses affaires.[réf. nécessaire]

### La fin de sa vie

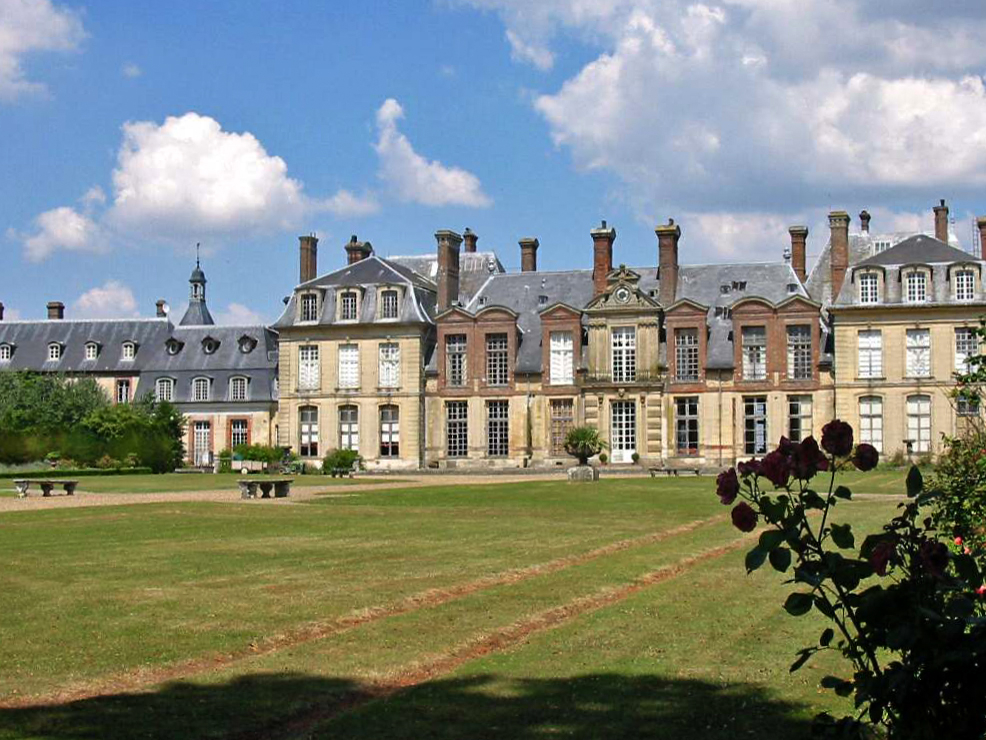
Château de Thoiry

Guillaume Marescot passe quatorze ans en différentes ambassades.
En 1632, Guillaume Marescot va par ordre du roi prendre possession de Stenay, de Clermont et de Jamets que le duc de Lorraine est obligé de rendre. Il y établit des gouverneurs et reçoit des serments de fidélité Annuaire de la noblesse de France, 1859, p. 192.
Marescot va à Rome. Claude de L'Estoile nous apprend son retour le nomme le petit Marescot. 
Guillaume Marescot est mort en 1643, âgé de 80 ans, conseiller d'État. Il est enterré à Saint-Merry de Paris.

### Mariage et descendance
Guillaume Marescot  épouse en 1597 Valentine Loysel, fille du célèbre avocat Antoine Loysel (1536-1617). Valentine Loysel meurt en avril 1641. Ils ont eu pour enfants : 
- Michel Marescot (ca 1598-1649), clerc à Paris, prieur d'Écharson, avocat au Parlement de Paris et de la reine dès 1605[réf. nécessaire], seigneur de Marcq, prieur de Donchery (1625-1630), secrétaire de la reine dès 1626, conseiller de ville à Paris 1628-1649, conseiller au parlement de Normandie 1628-1634, maître des requêtes 1633, conseiller au parlement de Metz 1633-1640, conseiller d'État et privé, 1643, seigneur d'1/3 de Thoiry (1631) des 3/3 (1644), du Mesnil-Durand (1644), épouse en 1642 Adrienne de Maupeou (+ 1706), fille de Gilles II de Maupeou maître des requêtes et conseiller d'État, seigneur d'Ableiges.

- René Marescot (ca 1600-1649), seigneur de Marcq, est abbé de Saint-Jean de Falaise (1624-1649), prieur de Beaumont-le-Roger et de Donchery, aumônier de la reine (1632-49), du roi (1638-1644), conseiller d'État et privé.

- Françoise Marescot (ca 1605-1660) épouse en 1620 Charles Bailly, maître des requêtes, maître des comptes, fils de Chrestienne Leclerc du Vivier qui est seigneur de Merlay, Arnouville et Charenton-en-Beauce.

- Madeleine Marescot (1614-1636) épouse en 1634 Philippe de la Martelière, conseiller au parlement de Paris, seigneur du Fay et Passau.

Sa première femme meurt en 1641. Guillaume Marescot épouse, au mois d'août 1642, mademoiselle d'Ableiges, selon une lettre d'Henry Arnauld au président Barrillon. Mais il s’agit en réalité du mariage de son fils, avec la fille Michel Gilles de Maupeou seigneur d'Ableiges.